# WNBA Eastern Conference
La Eastern Conference della WNBA è il raggruppamento delle squadre appartenenti agli stati orientali che partecipano al campionato WNBA. L'altro raggruppamento è la Western Conference, che raggruppa le squadre appartenenti agli stati occidentali.
Le prime quattro squadre della Eastern Conference partecipano ai playoff, insieme alle prime quattro squadre classificate nella Western Conference, per determinare la squadra campione del campionato WNBA.
Fanno parte della Eastern Conference le seguenti sei squadre:
1. Atlanta Dream
2. Chicago Sky
3. Connecticut Sun
4. Indiana Fever
5. New York Liberty
6. Washington Mystics